# Мартенс, Георг Фридрих фон
 Георг Фридрих Мартенс (1756—1821) — немецкий дипломат и юрист.

## Биография
Родом из Гамбурга, профессор Геттингенского университета, член Государственного совета вестфальского королевства, с 1816 г. представитель Ганновера в союзном сейме. Приобрел всемирную известность своими исследованиями в области положительного международного права, которое он горячо отстаивал против нападок философской школы, признававшей обязательными в отношениях между народами одни лишь нормы естественного права. Мартенс шел по стопам Пюттера и Шлёцера, заложивших в Геттингене первые основания школы положительного права, впоследствии получившей названиe исторической (Савиньи). В международном праве историко-позитивное направление получило всеобщее признание и стало господствующим в XIX в., благодаря, главным образом, трудам Мартенса, почему в нем видят не только видного представителя, но даже родоначальника новейшей литературы международ. права. Источниками этого права служили для Мартенса договоры и международный обычай; естественному международному праву он отводил место в философии права, хотя сам нередко опирался на него при изложении положительного права. Более глубокого, философского обоснования международного права М.артенс не дает. Свои взгляды он определенно высказал в первых работах, посвященных международному праву: «Von der Existenz eines positiven europ äischen Vö lkerrechts und dem Nutzen dieser Wissenschaft» (Геттинген, 1784), «Primae lincae iuris gentium Europaearum praclici» (Геттинг., 1785), «Pr écis du droit des gens moderne de l’Europe fondé sur les traité s et l’usage» (Геттинг., 1789; посл. изд., Пар., 1864). М. положил начало сборнику международных трактатов, издание которого продолжается доныне (в Грейфсвальде, под ред. проф. Штерна), сохранив имя основателя: «Recueil des principaux trait és d’Alliance, de Paix etc. depuis 1761 jusqu'à pré sent». Другие работы Мартенса: «Versuch ü ber Kaper, feindliche Nehmung u. insbensndere Wiedernehmung etc.» (Геттинг., 1795) — одна из первых историко-догматических монографий по международному праву; «Elauche d’un cours diplomatique et politique» (Геттинген, 1796); «Die Erneuerung der Vertr äge in den Friedensschlüssen der europ. Mä chte» (Геттинген, 1797); «Erz ählungen merkwürdiger Fälle des neueren europ, Vö lkerrechts etc.» (Геттинген, 1800—1802) — пособие для участников семинария, устроенного М. с целью образовать свободных от рутины дипломатов; «Cours diplomatique, ou tableau des relations ext érieures des puissances de l’Europ e» (Б., 1801); «Grundriss einer diplomatischen Geschichte der europ. Siaatsh ändel u. Friedensschlü sse seit dem Ende des XV J. etc.» (Берл., 1807). Работы M. в области государственного, торгового и морского права не обратили на себя внимания и скоро были позабыты. Из дипломатической деятельности М. известно удачно выполненное им щекотливое поручение союзников (1814 г.) убедить датского короля отказаться от Норвегии в пользу Бернадотта. В 1815 г. Мартенс участвовал в заседаниях Венского конгресса, в качестве секретаря.